# Sistema de información de mercadotecnia
El sistema de información de mercadotecnia(SIM) es un sistema de información de gestión diseñado para respaldar la toma de decisiones de marketing. Jobber (2007) lo define como un "sistema en el cual los datos de marketing se recopilan, almacenan, analizan y distribuyen formalmente a los gerentes de acuerdo con sus necesidades informativas de manera regular". Además, el diccionario de negocios en línea define el sistema de información de marketing (SIM) como "un sistema que analiza y evalúa la información de marketing, recopilada continuamente de fuentes dentro y fuera de una organización o una tienda". También, "un sistema de información de marketing general puede definirse como una estructura de procedimientos y métodos para la recopilación, análisis y presentación regulares y planificados de información para su uso en la toma de decisiones de marketing" (Kotler, et al., 2006).
El SIM está realmente volviéndose muy decisivo durante y antes de tomar decisiones de marketing, posicionamiento y lanzamiento en nuevos mercados.
Reid y Bojanic (2010) afirmaron que, "el término investigación de mercado genera información más específica que el sistema de información de marketing (SIM), que a su vez opera dentro del sistema de información de gestión. La investigación de mercado indica que la información se recopila para un propósito o proyecto específico; el objetivo principal es de uso único". En cambio "un sistema de información de marketing, recopila continuamente los datos iniciales, rutinarios y sistemáticos, y no se utiliza solo para un tema en particular sino que está diseñado para monitorear el grado de éxito de marketing monitoreando la viabilidad de las operaciones".

## Importancia
El SIM es muy útil para todos los establecimientos para tomar decisiones anticipando hechos y posteriores, analizar el cumplimiento de objetivos y los rendimientos, de acuerdo a la disponibilidad de datos requeridos, etc. El desarrollo de un sistema SIM es cada vez más importante ya que la fortaleza de las economías depende de los servicios y para comprender mejor las necesidades específicas de los clientes. Kotler, et al. (2006) lo definieron de manera más amplia como "personas, equipos y procedimientos para recopilar, ordenar, analizar, evaluar y distribuir información necesaria, oportuna y precisa a los tomadores de decisiones de marketing".
En la medida en que una economía se enfoca en los servicios, el marketing es importante para "monitorear el entorno de marketing en busca de cambios en el comportamiento del comprador, la competencia, la tecnología, las condiciones económicas y las políticas gubernamentales". En este sentido, el papel del marketing se está volviendo fundamental para que una organización "se adapte a los cambios en el entorno del mercado" (Harmon, 2003).
Dado que una economía depende de la adquisición de conocimiento, los sistemas SIM son necesarios para poder definir y diferenciar la proposición de valor que una organización proporciona con respecto a otra, así como para definir su ventaja competitiva. (Harmon, 2003).
El principal beneficio de los sistemas SIM es integrar sistemas de monitoreo del mercado con el desarrollo de estrategias y la implementación estratégica de políticas y procesos que ayuden a capturar y actuar en aplicaciones de gestión de clientes con sistemas de soporte de decisiones de marketing. Esta área constituye la inteligencia de marketing que apoya el análisis y las actividades basadas en el mercado que respaldan las relaciones con los clientes y el servicio al cliente con información en tiempo real y aplicaciones en tiempo real que respaldan enfoques basados en el mercado.
Shajahan y Arya (2004) afirmaron que, "las demandas del SIM  pueden expresarse mediante tres desarrollos cruciales. En primer lugar, cuando las empresas se expanden y diversifican en nuevos mercados, tanto las empresas como el punto de vista del cliente deben ser manejados por los gerentes de marketing. Por lo tanto, habría una mayor necesidad de información de marketing. En segundo lugar, cuando los consumidores obtienen un incremento en el nivel de sus ingresos, tienden a ser más discriminatorios durante el procedimiento de compra. Los comercializadores deben obtener una plena conciencia de los puntos que impulsan a un consumidor a preferir una marca y los puntos que distinguen su marca de la de los rivales. Esta conciencia es posible solo con la ayuda de un SIM efectivo y bien diseñado. En tercer lugar, el desarrollo de los mercados y el movimiento desde el precio a los motivos de competencia no relacionados con el precio llevan a un aumento en la importancia de la adopción e implementación por parte de los competidores y en la búsqueda de la respuesta de los consumidores hacia ellos. Al analizar las necesidades de SIM desde el punto de vista de una tercera persona, surgen tres factores más, a saber, la explosión de información, el aumento de la complejidad en la toma de decisiones y los desarrollos tecnológicos".

## Investigación de mercado (IM) y SIM
Dada, "La gran demanda de recopilación de información para decisiones de marketing resulta en la necesidad de atención por sí misma. Aunque la información de investigación de mercado se puede generar mediante estudios, que normalmente se realizan en el mercado, mientras que los sistemas de información de marketing están diseñados para recopilar, integrar, procesar y distribuir información de marketing de manera integral desde todas las fuentes, incluida la investigación de mercado. Las características contrastantes de SIM y IM se presentan en la Tabla 5.1 como se muestra a continuación:

### Diferencias ente IM y SIM
| Investigación de mercado                                               | Sistema de información de mercadeo                                   |
| 1.Énfasis en el manejo de información externa                          | 1.Maneja datos internos y externos                                   |
| 2.Se ocupa de resolver problemas                                       | 2. Se ocupa de prevenir además de resolver problemas                 |
| 3.Opera de manera fragmentada, en proyectos                            | 3.Opera continuamente como un sistema.                               |
| 4.Tiende a centrarse en la información pasada                          | 4. Tiende a estar orientado hacia el futuro                          |
| 5.Es una fuente de entrada para el sistema de información de marketing | 5.Incluye otros subsistemas además de la investigación de marketing. |

La función comercialización se preocupa más por la planificación, promoción y venta de productos en mercados existentes y el desarrollo de nuevos productos y nuevos mercados. Por lo tanto, el marketing desempeña una función vital en el funcionamiento de una empresa. Las empresas que recurrieron a las computadoras han podido realizar funciones de marketing vitales de manera efectiva para el crecimiento de las organizaciones frente a la competencia global.

### Estructura principal
Según Robert Jamon (2003), los sistemas SIM están compuestos por cuatro componentes: (1) interfaces de usuario, (2) software de aplicación, (3) bases de datos y (4) soporte del sistema. A continuación, se describe cada uno de estos componentes:
1. Interfaces de usuario. El elemento esencial del SIM es los gerentes que utilizarán el sistema y la interfaz que necesitan para analizar y utilizar eficazmente la información de marketing. El diseño del sistema dependerá del tipo de decisiones que los gerentes necesiten tomar.
2. Software de aplicación. Estos son los programas que los tomadores de decisiones de marketing usan para recopilar, analizar y gestionar datos con el fin de desarrollar la información necesaria para tomar decisiones de marketing.
3. Base de datos de marketing. Una base de datos de marketing es un sistema en el que se organizan y almacenan archivos de datos de marketing.
4. Soporte del sistema. Este componente consiste en gerentes de sistema que administran y mantienen los activos del sistema, incluido el software y el hardware de red, supervisan sus actividades y garantizan el cumplimiento de las políticas organizativas.

Junto con estos componentes, los sistemas SIM incluyen sistemas de apoyo a la decisión de mercadotecnia (SADM), que a su vez dependen de sistemas simples como Microsoft Excel, SPSS y herramientas analíticas en línea que ayudan a recopilar datos. Los datos compilados para el análisis se almacenan y procesan a partir de un almacén de datos, que es simplemente un sistema de repositorio de datos que ayuda a almacenar y procesar aún más los datos recopilados interna y externamente.

### Bases de datos
Según Pride y Ferrell (2010), "la base de datos interna es parte de la mayoría de los sistemas de información de marketing. Además, es relativamente conveniente para acceder y recuperar información. Las bases de datos permiten a los comercializadores aprovechar una gran cantidad de información útil para tomar decisiones de marketing: informes internos de ventas, artículos de periódicos, comunicados de prensa de la empresa, informes económicos gubernamentales, bibliografías, y más, a menudo accedidos a través de un sistema informático".

### Datos internos
Según Birn (2004), "los datos internos son parte de los datos que deben recopilarse y manejarse por el sistema de información de marketing. Además, los gerentes consideran esto como un mandato para realizar operaciones efectivas. Pero obtener la información que realmente se necesita de un sistema de información de marketing depende de qué información sea y cómo se use. Los siguientes datos operativos internos son esenciales:
- Datos de ventas, presentados en formato gráfico, pueden proporcionar información regular sobre las tendencias de ventas y resaltar si ciertos tipos de clientes necesitan ser objetivos o enfocados.
- Información de precios por línea de productos, comparada con la de competidores, puede monitorear las tendencias del mercado; analizada por tipo de cliente, puede verificar las tendencias de precios en grupos de clientes.
- Datos de nivel de stock y tendencias en cuentas clave o distribuidores, enfocándose en si diferentes puntos de venta necesitan apoyo, proporcionan información sobre la participación en el mercado.
- Información de apoyo de mercado, coordinando los efectos de las promociones de marketing, a través de publicidad, marketing directo, incentivos comerciales, competiciones de consumidores, etc., ayuda a determinar si las decisiones se están tomando de manera efectiva.
- Información competitiva, revisando las promociones y comunicaciones de los competidores para ver si la empresa lo está haciendo mejor o peor que los competidores, puede mejorar la segmentación del mercado".

## Escaneo ambiental
Sandhusen (2000) define que el escaneo ambiental es una muestra de la naturaleza del SIM procesado. "Ofrece asistencia a los comercializadores para desarrollar estrategias, políticas, planes y para hacer programas y presupuestos mediante el tratamiento de la información en curso sobre tendencias".

### Modelo de Kotler
Según Philip Kotler, los cuatro componentes que comprenden el sistema SIM son sistema de informes internos (registros), sistema de investigación de marketing, sistema de inteligencia de marketing y sistema de apoyo a la toma de decisión de marketing.
- Sistema de informes internos: registra varios datos de diferentes departamentos de una empresa, que se considera una fuente importante de información.
- Sistema de inteligencia de marketing: es una fuente principal utilizada por los gerentes para obtener información diaria del entorno externo, por lo tanto, ayuda a los gerentes a reaccionar ante el entorno que cambia rápidamente.
- Sistema de investigación de marketing: se utiliza para recopilar datos primarios y secundarios, y muestra los resultados en forma de informes.
- Sistema de apoyo a la toma de decisión de marketing: en comparación con el suministro de datos por parte de los tres sistemas anteriores, se centra más en procesar los datos.

## Ventajas, características, limitaciones y riesgos posibles

### Ventajas
Bhasin afirmó que, "con un mercado cada vez más competitivo y en expansión, la cantidad de información necesaria diariamente por una organización es profunda. Entonces, tienen que establecer un sistema de información de marketing. Hay varias ventajas de los sistemas de información de marketing:
- Recopilación de datos organizada: SIM puede ayudar a los gerentes a organizar una gran cantidad de datos recopilados del mercado, lo que resulta en un aumento en la productividad.
- Una perspectiva amplia: con un SIM adecuado en su lugar, la organización puede ser rastreada lo que se puede utilizar para analizar procesos independientes. Esto ayuda a establecer una perspectiva más amplia que nos ayuda a saber qué pasos se pueden tomar para facilitar la mejora.
- Almacenamiento de datos importantes: el almacenamiento de datos importantes es esencial en la ejecución y, por lo tanto, demuestra nuevamente que SIM no es importante solo para la información sino también para la ejecución.
- Evitar crisis: la mejor manera de analizar una acción (mercado de valores) es ver su rendimiento pasado. Los mejores sitios web como Money control prosperan con SIM. Del mismo modo, MIS lo ayuda a realizar un seguimiento de los márgenes y beneficios. Con un sistema de información asombroso establecido, se puede analizar la dirección de una organización y, probablemente, evitar crisis antes de que ocurran.
- Coordinación: las empresas de bienes de consumo duradero y FMCG tienen una gran cantidad de procesos que deben coordinarse. Estas empresas dependen completamente de SIM para el correcto funcionamiento de la organización.
- Análisis y planificación: SIM desempeña un papel crucial en el proceso de planificación, considerando que el procedimiento de planificación requiere información. Para planificar, lo primero que se necesita es las capacidades de las organizaciones, luego el entorno empresarial y, finalmente, el análisis de los competidores. En un SIM adecuado, todos estos están presentes por defecto y se actualizan continuamente. Por lo tanto, SIM es muy importante para la planificación y el análisis.
- Control: al igual que SIM puede ayudar en una crisis, en tiempos normales proporciona control ya que tiene información sobre los diversos procesos en curso y lo que está sucediendo en toda la empresa."

### Riesgos posibles
"Sin embargo, la recopilación de información de marketing debe obedecer de manera frecuente debido al rápido cambio en el mercado externo." Los posibles riesgos que puede enfrentar la empresa si desobedece la manera, según Bhasin son:
- Se pueden perder oportunidades.
- Puede haber falta de conocimiento de los cambios ambientales y las acciones de los competidores.
- La recopilación de datos puede ser difícil de analizar durante varios períodos de tiempo.
- Los planes y decisiones de marketing pueden no ser revisados correctamente.    La recopilación de datos puede ser desarticulada.
- Los estudios anteriores pueden no estar almacenados en un formato fácil de usar.
- Pueden ocurrir retrasos si se requiere un nuevo estudio.
- Las acciones pueden ser reaccionarias en lugar de anticipatorias.

El mantenimiento, la complejidad y la configuración de un SIM son uno de los principales obstáculos para los sistemas de información de marketing. Además, la información incorrecta que se alimenta en SIM puede volverse engorrosa y es necesario establecer filtros apropiados.

### Limitaciones
Kotler y Philip han dicho que "tanto las investigaciones primarias como las secundarias ofrecen una gran cantidad de datos e información necesarios para los comercializadores, mientras que las fuentes de datos secundarios son relativamente superiores en la provisión rápida de datos a un costo más bajo. Simultáneamente, una empresa no puede encontrar todos los datos necesarios por sí misma, pero a veces se puede hacer con la ayuda de una investigación secundaria. Sin embargo, los investigadores deben evaluar esos datos recopilados de fuentes de datos primarios y secundarios para permitir la precisión, actualizaciones y equidad. Cada método de recolección de datos primarios: observacional, de encuesta y experimental, tiene sus propias ventajas y desventajas. Del mismo modo, cada uno de los diversos métodos de contacto de investigación: correo, teléfono, entrevista personal y en línea, también tiene sus propias ventajas e inconvenientes".